# Nina Beeh
Nina Jasmin Beeh (* 2. Oktober 1982 in Karlsruhe) ist eine deutsche Moderatorin und Fitness-Bloggerin. Sie präsentiert das Reiseformat „Budget Battle“, das innerhalb des Magazins taff auf ProSieben ausgestrahlt wird.

## Karriere
Nach erfolgreichem Diplomabschluss in Wirtschaftspsychologie im Jahr 2010 begann Beeh ihre Fernsehkarriere als Volontärin in der Redaktion taff bei ProSieben. Ab 2011 war sie als On-Air-Reporterin für diverse Beiträge auch vor der Kamera zu sehen und moderierte unter anderem „Best Jobs in Australia“ und „Festivalcheck“.
Ab 2012 übernahm Beeh die Moderation des Taff-Formates „Urlaubsduell“ (heute Budget Battle) und bereiste mit Moderationskollegen Thore Schölermann weltweite Urlaubsdestinationen.
2015 war Beeh als Promi-Kandidatin der ProSieben-Show Das große TV Total Turmspringen im Synchronsprung mit Fitness-Model Sophia Thiel zu sehen. 2016 nahm sie an der Samstagabendshow Die große ProSieben Völkerball Meisterschaft im Team Red Carpet teil.
Live-Moderationen folgten 2016 für die ProSieben-Show Deutschland tanzt sowie für Tipps und Trends, ausgestrahlt durch den regionalen Fernsehsender a.tv. Ebenfalls seit 2016 ist Beeh das offizielle Gesicht des ProSieben-Reiseformates taff Budget Battle. An ihrer Seite war unter anderem Ex-Bachelor Leonard Freier zu sehen.
2018 moderierte Beeh das weltweit größte Fitness-Event World Fitness Day mit 40.000 Besuchern in Frankfurt.

## Öffentlicher Auftritt
Nina Beeh führt einen öffentlichen Diskurs zum Thema Fitness und Schönheitsidealen auf ihren sozialen Medienkanälen. Ihre eigene Bodytransformation wird von ProSieben taff begleitet. In der Öffentlichkeit wird Beeh häufig mit Starchirurg Werner Mang in Verbindung gebracht. In den Medien spricht sie offen über ihre Schönheitsoperationen sowie ihre typische „Mang-Nase“.